# Kościół św. Jana Nepomucena w Janowej Górze
Kościół św. Jana Nepomucena w Janowej Górze – ruina dawnego kościoła cmentarnego w Janowej Górze, na zboczu góry Rudki. Kościół filialny parafii Matki Bożej Królowej Polski i św. Maternusa w Stroniu Śląskim.

## Historia
Kościół powstał pod koniec XVIII wieku w miejscu drewnianej kaplicy z 1752 roku. Budynek przebudowano w XIX wieku. Świątynia oraz otaczający go cmentarz zostały zniszczone w wyniku działalności kopalni uranu powstałej w 1948 roku. 22 grudnia 1971 roku budowlę wpisano do rejestru zabytków pod numerem 1971.

## Architektura
Świątynia murowana z kamienia, typu halowego, mająca cechy późnobarokowe. Kościół posiada jedną nawę, którą kończy wydzielone prezbiterium z półkolistą apsydą. Budowla bezwieżowa z dwuspadowym dachem zwieńczonym sygnaturką nakrytą smukłym hełmem.
Wewnątrz kościoła znajduje się blaszana figura Jezusa zawieszona nad ołtarzem.

## Galeria

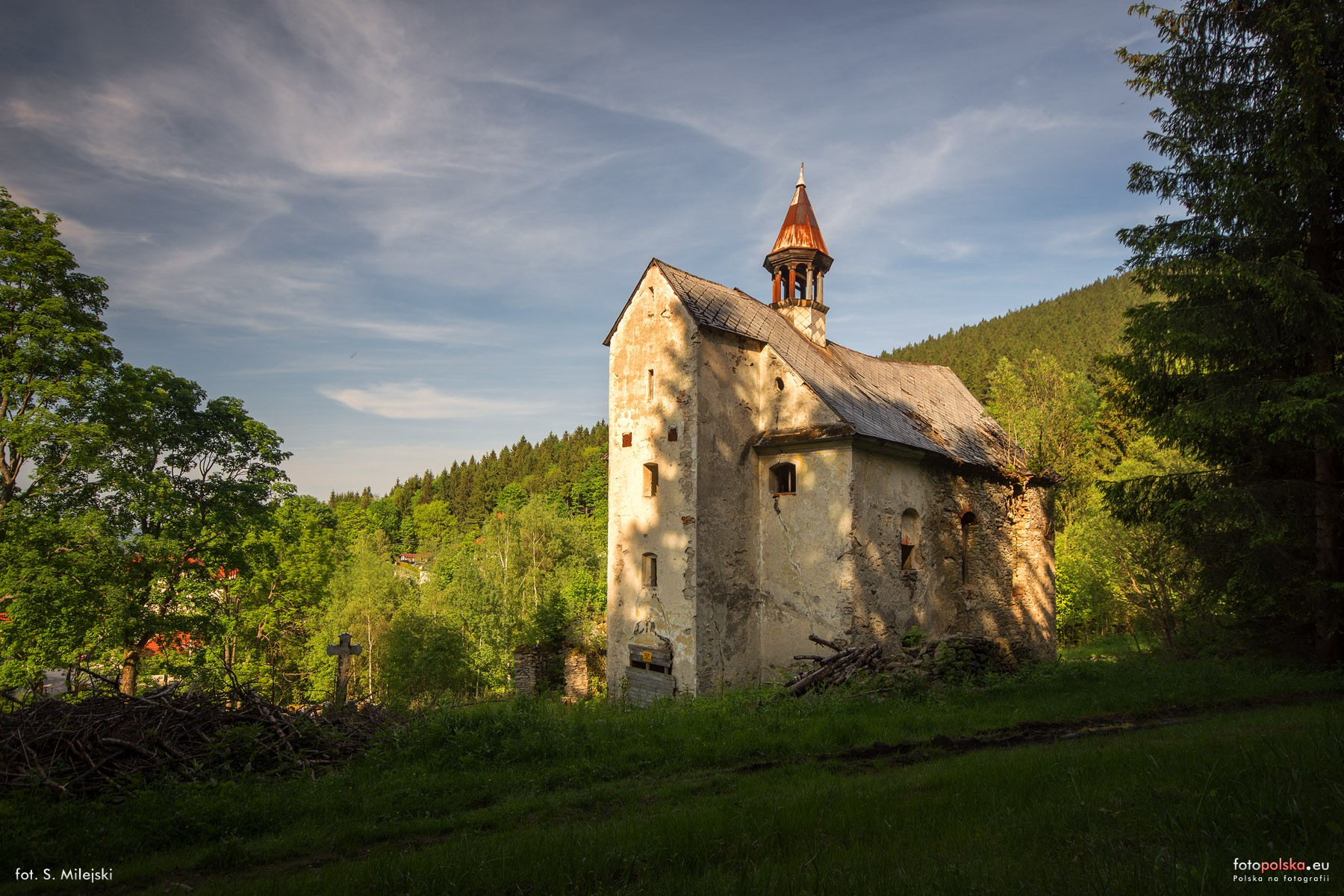
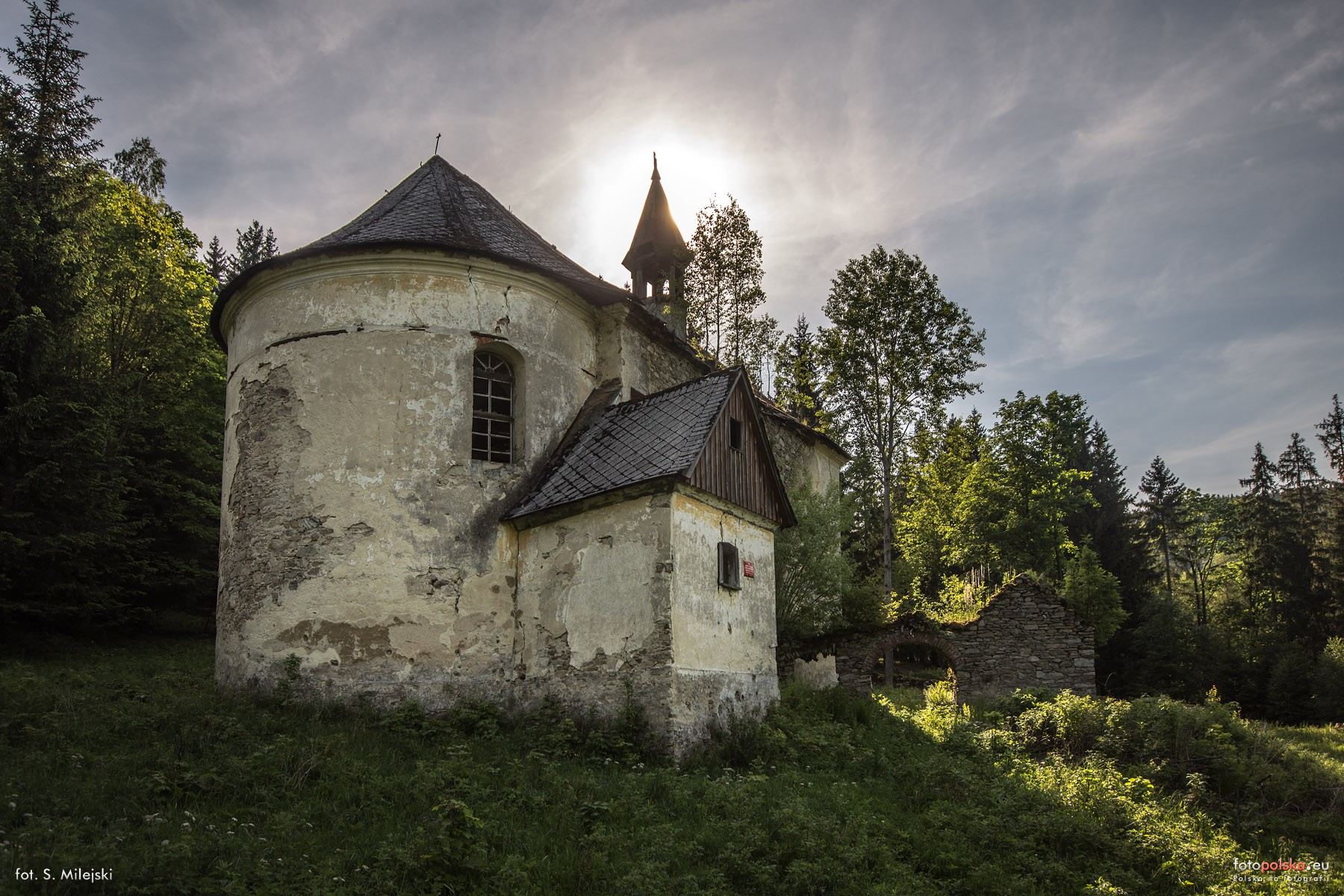
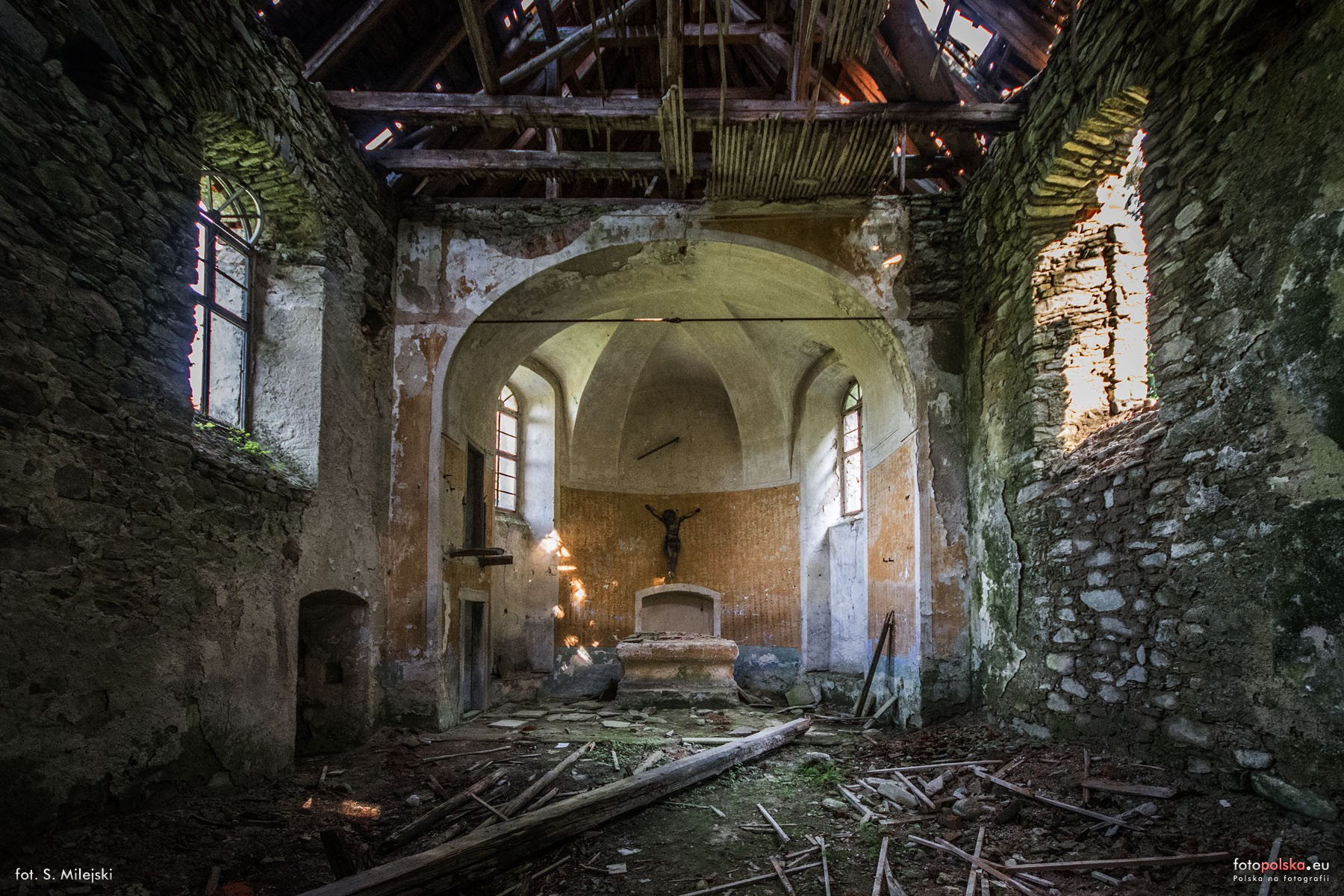
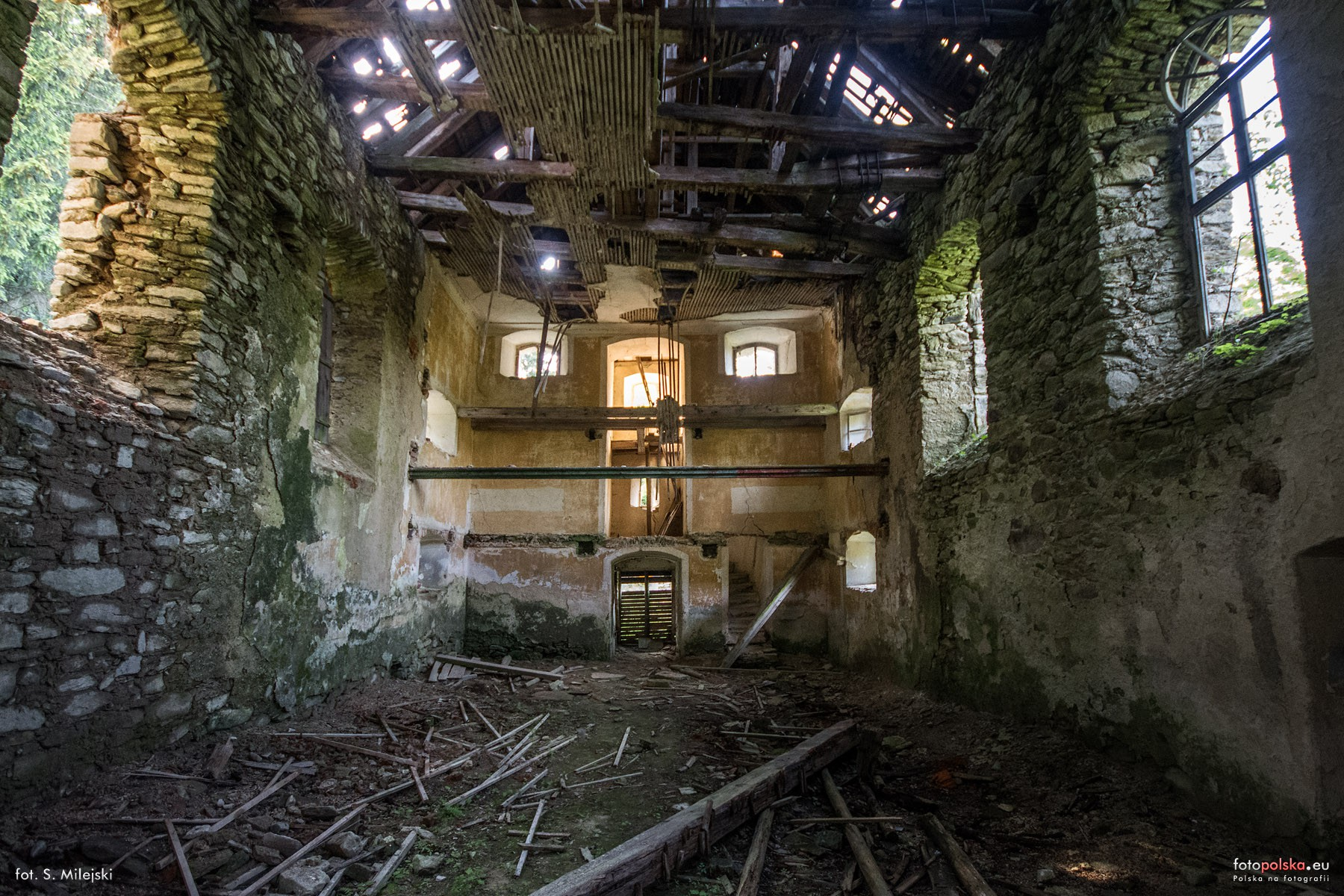